# 秋田コミュニティー放送
秋田コミュニティー放送株式会社（あきたコミュニティーほうそう）は、秋田県秋田市の一部地域を放送区域として超短波放送（FM放送）を営む特定地上基幹放送事業者である。
ACBの愛称でコミュニティ放送を行っている。

## 概要
1998年（平成10年）に秋田県初のコミュニティ放送局として開局。
日曜深夜も含め24時間放送を実施。自社制作番組以外の時間帯は主にJ-WAVEの番組を放送。
開局当初は平日にミュージックバードの、土曜・日曜にJ-WAVEの番組を放送していた。また、自主制作も朝（7:00 - 9:00）、昼（12:00 - 15:00）、夕方（17:00 - 19:00）の三部とニュースを取り入れていた。後にほとんどの時間がJ-WAVEの番組を占めるようになっていった。その後J-WAVEの配信を終了し、ほとんどの番組がミュージックバードの番組で構成されていた時期もあったが、2024年（令和6年）9月30日をもって当局でのミュージックバード（コミュニティ放送局向け）の配信を終了、翌日10月1日午前0時からJ-WAVEの配信を再開した

。
本社・演奏所は、開局時は秋田市大町三丁目1番地6号（通称・ほっぺちゃんハウス）に置いていたが、2008年（平成20年）7月に秋田市寺内地区に移転。2018年（平成30年）4月に山王地区に再度移転した。
送信所は、開局当初出力10Wで秋田駅より7km南西の県域放送局のエフエム秋田やNHK-FM秋田の送信所もある大森山に設置した。翌1999年（平成11年）の20Wへの増力時に秋田駅より2km南の楢山地区（金照寺山）に移転した。
東北コミュニティ放送協議会、秋田県コミュニティ放送連絡協議会に加盟している。

## 主な番組

### 現在放送中の番組
- バリトン伊藤の「ロックンロールでいいですか?」（月曜 18:30 - 19:00）
- 空中戦Ⅱ（エアファイツ）（火曜 18:30 - 19:00）
開局時に放送開始。番組は一度終了したものの、復活した。
- ハッピーハツモリーナ（木曜 11:30 - 12:00）
- 知事室へようこそ（金曜 9:00 - 9:15）
- 沙羅のひとりごと（金曜 17:00 - 18:00）
- ACBサニーデーサタデー（土曜 13:00 - 15:00）

### 過去に放送された番組
- あきを愛を唄う
- シティコネクション音楽自遊人
- スマイル（月曜 - 金曜 11:00 - 11:55、一部休止・放送時間変更の日あり）
音楽や献血車のスケジュールなどを紹介している、情報番組。
- 武藤攻一の極東事情
ロシア･中国など、日本との関わりのある極東地域の情勢をコメントする番組。
- ニャンニャのお散歩
ゲストを迎えてのトーク番組。開局時から続いている番組。
- 今日もGrazie
- るりあのみんなでがんばりましょう
- BREAK FREE
- シッタゲGOO!
- VOICE
- 気分はネッカ
- FLOWERS OF ROMANCE
- NEARNESS OF YOU
- 丸宮のラジオ飯 Type60
- サニーデーサタデー
- 園長先生!お話しま〜だ
秋田市の幼稚園の先生が、子供向けのお話を朗読する番組。
- OpaS Snow Jarm!（季節放送）
毎年、冬季期間中の特定の日のみ放送される番組。主にトークやスキー場情報が中心。
- ゴイスDEハッピー
平日夕方の音楽と情報を盛り込んだ番組。
- FORUSサテライトボム
AKITA FORUS5階の特設スタジオから生放送。その前身番組は、玄関前で放送していた。
- OFF SHORE TROOPER
- イブニングスタジオ765
- ハッピージャングル
- サニーサイドガーデン
  - サニーサイドフライデー

平日の午後に放送された、音楽と情報の番組。金曜日は阿部律子[4]がパーソナリティ。
- アフタヌーンスタイル
- FUN STATION
- A列車で行こう
  - 永田則和のおはよう好奇心

歌謡曲中心に、リクエストした曲をフルコーラス流す番組。　一部、ニュースのコーナーなどがあった。
- Good Morning Akita
  - ニューモーニング

朝の音楽とニュースがある情報番組。
- あなたとご一緒ラジオホール（火曜 11:00 - 12:00）
- ハピネス シャインズ（月・水・金曜 8:00 - 9:00）
朝の情報番組。当初は月曜から金曜の7:30 - 8:30に放送していたが、2012年（平成24年）10月より火曜と木曜の放送が無くなり上記の放送時間に変更。
- CNA FLASH（火曜 18:00 - 18:30）
秋田ケーブルテレビに関する情報番組。
- KOOL IT GROOVIN'（水曜 18:30 - 19:00）